# Wojna rosyjsko-szwedzka (1788–1790)
Wojna rosyjsko-szwedzka miała miejsce w latach 1788–1790.
W 1788, w momencie gdy Rosja uwikłana była w wojnę z Turcją, król szwedzki Gustaw III, wspierany przez dyplomację Wielkiej Brytanii, Holandii i Prus zdecydował się na uderzenie na Rosję z Finlandii w kierunku Petersburga 27 czerwca 1788.
24 sierpnia 1789 Rosjanie pokonali flotę szwedzką w pierwszej bitwie pod Svensksund, niszcząc 33 okręty wroga. Po tej klęsce Szwedzi odbudowali flotę i już rok później w dniach 2–9 lipca doszło do drugiej bitwy pod Svensksund. W największej bitwie morskiej w historii Skandynawii (195 jednostek szwedzkich naprzeciwko 151 rosyjskich) Szwedom udał się rewanż za poprzedni rok. Rosjanie stracili 53 okręty i zdecydowali się zawrzeć pokój. W tym samym czasie Duńczycy sprzymierzeni z Rosją oblegli Göteborg. Jednak dzięki wstawiennictwu Wielkiej Brytanii zawarli oni w roku 1790 sojusz ze Szwecją. 
Pokój rosyjsko-szwedzki zawarto ostatecznie dnia 14 sierpnia 1790 w Värälä. Utrzymywał on dotychczasowe granice między państwami, przewidywał wymianę jeńców oraz zapewniał Szwecji pewne przywileje gospodarcze w rosyjskich portach. Ponadto Rosja wstrzymała się od ingerowania w sytuację wewnętrzną Szwecji.